# Philippe Muyters
Philippe Muyters est un homme politique belge né le 6 décembre 1961 à Anvers.
Au départ extraparlementaire, il est ministre de Budget et des Finances, de l'Aménagement du territoire, de l'Emploi et du Sport du gouvernement flamand. Il est membre de la N-VA.
Réélu le 25 mai 2014 comme député flamand, il est désigné sénateur de la Communauté flamande et redevient ministre flamand, le 23 juillet 2014.